# Nate Dogg
Nate Dogg (rođen kao Nathaniel Dwayne Hale; Long Beach, Kalifornija 19. kolovoza 1969. -  Long Beach, Kalifornija 15. ožujka 2011.) bio je američki pjevač i reper. 

## Životopis
Godine 1991. osnovao je rap trio 213 sa Snoop Doggy Doggom i Warrenom G-jem, rođakom Dr. Drea.

Dogg je doživio prvi moždani udar 19. prosinca 2007. od kojeg je bio djelomično paraliziran. U jesen 2008. uslijedio je još jedan moždani udar.
Umro je u noći s 15. na 16. ožujka 2011. godine.

## Diskografija
- G-Funk Classics, Vol. 1 & 2 (1998.)
- The Prodigal Son (2000.)
- Music and Me (2001.)
- Nate Dogg (2003.)

## Soundtrack i gluma
- The Transporter pjesma "I Got Love" (2002.)
- Doggy Fizzle Televizzle (2002. – 2003.)
- Head of State sebe (2003.)
- Need For Speed: Underground pjesma "Keep it Comin"
- The Boondocks (2008.)

## Vanjske poveznice
- Nate Dogg na Internet Movie Databaseu